# Salero de ónice con sirena de oro

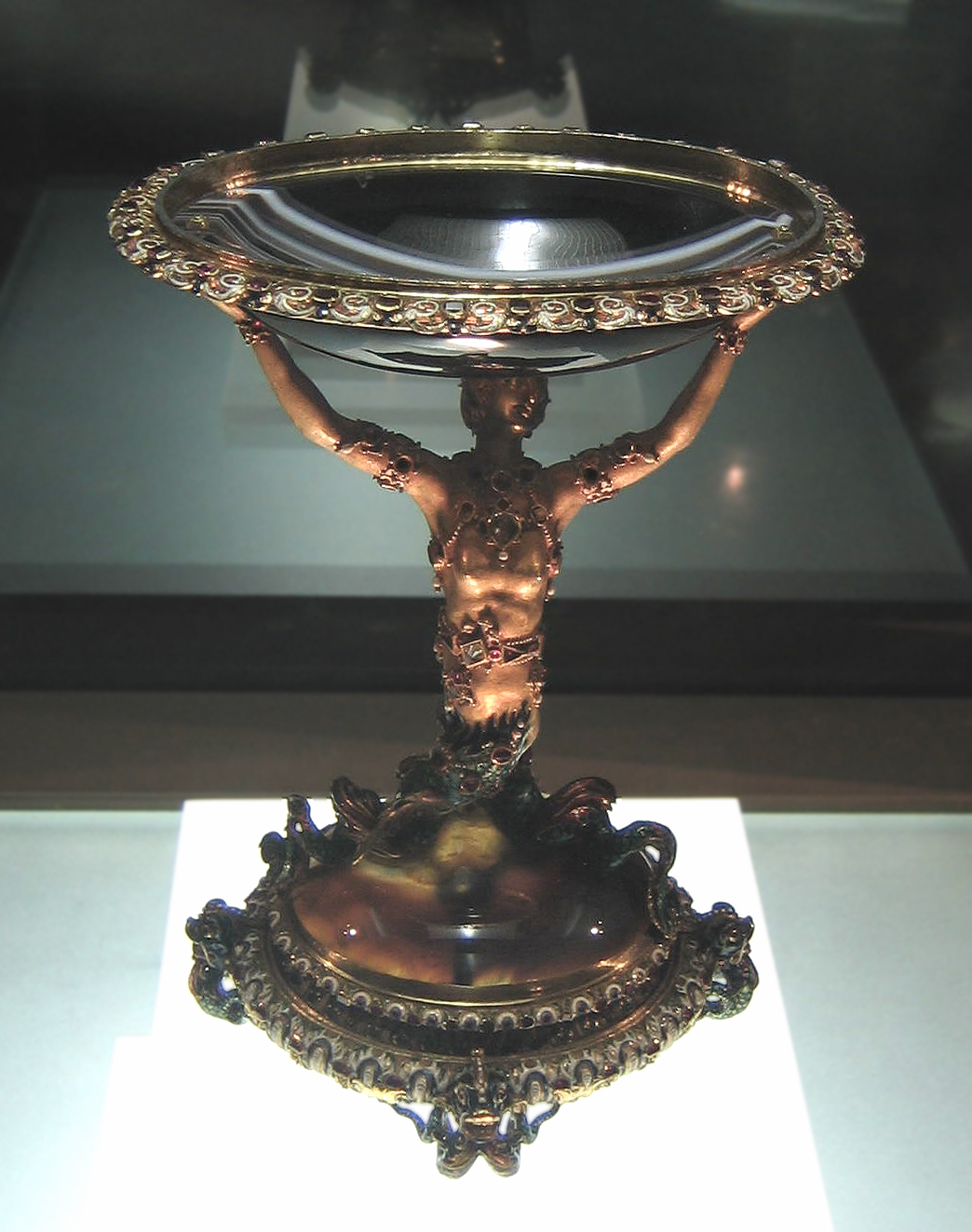
Salero de ónice con sirena de oro.

La Copa con sirena de oro o salero de ónice con sirena de oro es una de las piezas más importantes del llamado Tesoro del Delfín, que forma parte de la colección de Artes decorativas del Museo del Prado. Es de autor desconocido, y sus materiales son ágata, oro parcialmente esmaltado, rubíes y diamantes. Sus dimensiones son 17,5 cm x 12,5 cm. Se encuentra en el Museo del Prado, en la sala 101, ubicada en el sótano. Tiene como código de inventario el O–1.
Esta copa, posiblemente un salero, tiene un recipiente de ágata sostenido por una sirena de oro, que tiene un tocado de plumas esmaltadas y está adornada por piedras preciosas (rubíes y diamantes) y semipreciosas. Se relaciona estilísticamente con la escuela de Fontainebleau y el famoso Salero de Francisco I de Francia realizado por Benvenuto Cellini y que se conserva en el Kunsthistorisches Museum de Viena. Según la Guía de visita del Museo del Prado (2012), data del tercer cuarto del siglo XVI, pero según la ficha de la página web del museo su cronología se sitúa en 1501 - 1550. Llegó a España a través de la herencia del Luis de Francia, el Gran Delfín, padre del rey Felipe V. 